# Татарстанская митрополия
Татарстанская митрополия (тат. Татарстан митрополиясе) — митрополия Русской православной церкви на территории Республики Татарстан. Объединяет Казанскую, Альметьевскую, Набережночелнинскую и Чистопольскую епархии.

## История
В соответствии с Положением об областных преосвященных от 12 марта 1934 года во исполнение постановления Поместного Собора 1917—1918 годов о митрополичьих округах Временный Патриарший Священный Синод образовал церковные области в составе нескольких епархий, в том числе в границах Татарской АССР была образована митрополия с центром в Казани. Дата упразднения точно неизвестна. Скорее всего это произошло в 1943 году при проведении переустройства епископских кафедр.
6 июня 2012 года постановлением Священного Синода была образована Татарстанская митрополия в составе Казанской и выделенных из неё Альметьевской и Чистопольской епархий. Глава Татарстанской митрополии имеет титул митрополит Казанский и Татарстанский.
25 июля 2024 года постановлением Священного Синода в ответ на прошение Митрополита Казанского и Татарстанского Кирилла, из состава Казанской епархии была выделена новообразованная Набережночелнинская епархия, включенная в состав Татарстанской митрополии.

## Состав митрополии
Включает четыре епархии:

### Альметьевская епархия
Объединяет приходы в административных границах Азнакаевского, Актанышского, Альметьевского, Бавлинского, Бугульминского, Заинского, Лениногорского, Муслюмовского, Сармановского и Ютазинского районов Республики Татарстан.

### Казанская епархия
Объединяет приходы и монастыри на территории Казани; Апастовского, Арского, Атнинского, Балтасинского, Буинского, Верхнеуслонского, Высокогорского, Дрожжановского, Зеленодольского, Кайбицкого, Камско-Устьинского, Кукморского, Лаишевского, Мамадышского,  Пестречинского, Рыбно-Слободского, Сабинского, Тетюшского, Тюлячинского районов Республики Татарстан.

### Набережночелнинская епархия
Объединяет приходы и монастыри на территории Набережных Челнов; Агрызского, Елабужского, Менделеевского, Мензелинского и Тукаевского районов  Республики Татарстан.

### Чистопольская епархия
Объединяет приходы в административных границах Аксубаевского, Алексеевского, Алькеевского, Нижнекамского, Новошешминского, Нурлатского, Спасского, Черемшанского и Чистопольского районов Республики Татарстан.

## Главы митрополии
- 6 июня 2012 — 13 июля 2015 — Анастасий (Меткин)
- 13 июля 2015 — 20 ноября 2020 — Феофан (Ашурков) †
- 20 ноября — 8 декабря 2020, в/у — Иоанн (Тимофеев), митрополит Йошкар-Олинский
- с 8 декабря 2020 — Кирилл (Наконечный)